# 髙野柚希
髙野 柚希（たかの ゆずき、2000年1月13日 - ）は、日本の元女子バスケットボール選手である。ポジションはスモールフォワード。

## 来歴
秋田県秋田市出身。桜小、桜中卒。
聖和学園高校でインターハイ・ウィンターカップを経験し、東京医療保健大でインカレ優勝。
2022年、プレステージ・インターナショナル アランマーレにアーリーエントリーを経て加入。
2025年、現役引退。